# Wetterseite

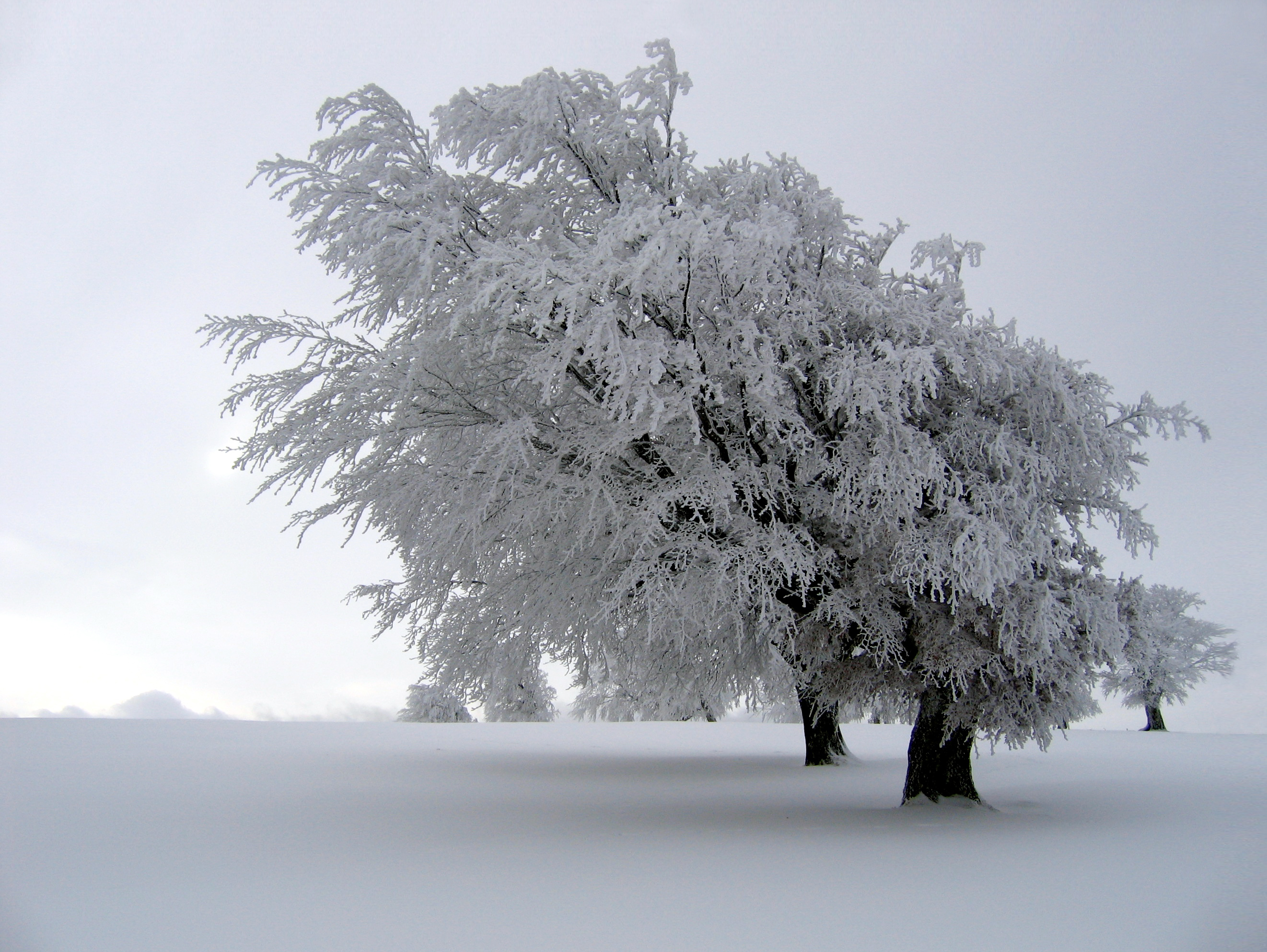
„Windbuchen“ auf dem Schauinsland

Die Wetterseite ist die Seite eines Objekts im Freien (z. B. Gebäude, Baum), die Wind und Niederschlag – dem „Wetter“ – hauptsächlich ausgesetzt ist. Diese Seite wird auch als die dem Wetter zugewandte Seite bezeichnet.

## Bedeutung
Exponierte Bäume am Waldrand oder auf Kuppen, Felsen u. ä. sind auf der Wetterseite stärker mit Moosen und Flechten bewachsen, weil diese dort vermehrt Feuchtigkeit aus der Luft aufnehmen können. Einzelstehende Bäume sind Windflüchter. Sie neigen („flüchten“) sich in die entgegengesetzte Richtung und bilden fahnenartige Baumkronen aus. Bei stark dem Wind ausgesetzten Nadelbäumen können die Äste auf der Wetterseite deutlich kürzer geraten als die windabgewandten Äste oder überhaupt fehlen.
Eisbildungen aus gefrierendem Nebel wachsen an einem freistehenden Hindernis gegen die vorherrschende Windrichtung, also auf der Wetterseite dem Wind entgegen.
Auf der Wetterseite verwittern Bauteile aus Holz an Gebäuden (Fenster, Türen, Verkleidungen) sowie korrodieren Bauteile aus Metall (Dachrinnen) schneller als an den dem Wetter abgewandten Seiten. Traditionell werden an der Wetterseite oftmals andere oder zusätzliche bauliche Maßnahmen getroffen (z. B. Verkleidungen, Verputz).
Wenn es eine ausgeprägte Wetterseite gibt, so kann sie zur Abschätzung der Himmelsrichtungen verwendet werden. In Mitteleuropa ist dies die Nordwestseite, da in sehr vielen Gebieten vorwiegend Nordwestwetter herrscht. Allerdings sind dabei kleinräumige Abweichungen von der generellen Wetterseite durchaus möglich, was diese Art der Orientierung nicht besonders zuverlässig macht.